# Union tunisienne de l'industrie, du commerce et de l'artisanat
L'Union tunisienne de l'industrie, du commerce et de l'artisanat (arabe : الاتحاد التونسي للصناعة والتجارة والصناعات التقليدية) ou UTICA est une organisation patronale tunisienne fondée en 1947. Elle représente les dirigeants des entreprises des secteurs industriel, commercial et artisanal.
L'Union tunisienne de l'industrie, du commerce et de l'artisanat est l'une des composantes du quartet du dialogue national qui obtient le prix Nobel de la paix 2015 pour son succès dans la mission qui a abouti à la tenue des élections présidentielles et législatives ainsi qu'à la ratification de la nouvelle Constitution en 2014.

## Organisation
L'UTICA représente près de 150 000 entreprises privées issues de tous secteurs d'activité, à l'exception du tourisme et des secteurs bancaire et financier. L'essentiel de ces entreprises est constitué de petites et moyennes entreprises. La centrale compte plus de 25 000 responsables syndicaux.
Dirigée par des structures décisionnelles et appuyée par des commissions spécialisées, elle accompagne, coordonne et mobilise l'ensemble de ses membres dans les différentes structures régionales et professionnelles. Elle constitue ainsi un acteur important d'intégration et de développement économique, tout en appuyant les activités et le développement des entreprises aussi bien au niveau régional que sur les marchés national et international.
L'organisation structurelle de l'UTICA lui procure à la fois une représentativité sectorielle, à travers les fédérations et les chambres syndicales nationales, mais également une proximité géographique, grâce aux unions régionales et locales.
17 fédérations nationales sectorielles, 24 unions régionales, 216 unions locales, 370 chambres syndicales nationales et 1 700 chambres syndicales régionales permettent à l'organisation de couvrir tous les secteurs économiques du pays.

## Présidents

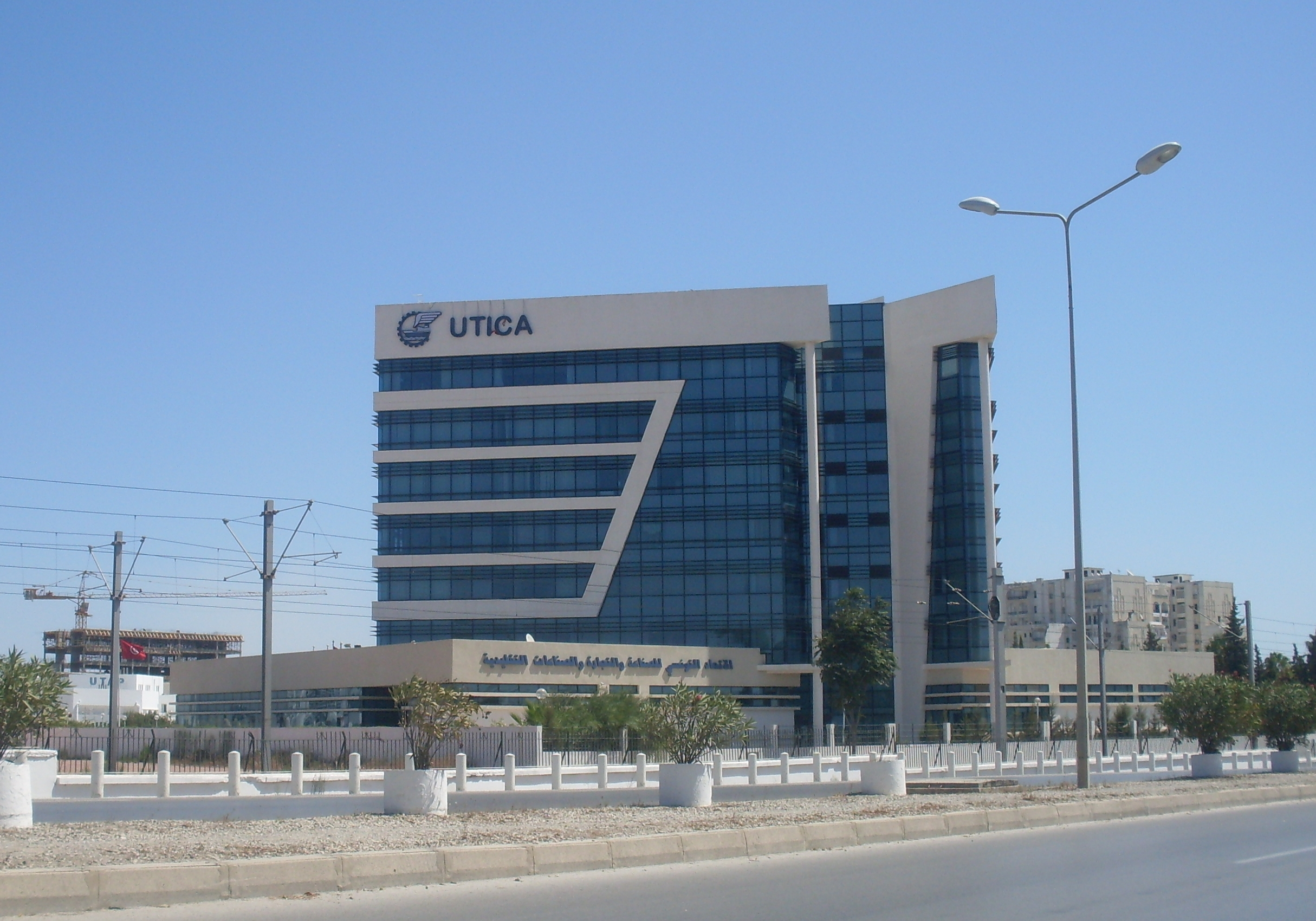
Siège de l'UTICA à Tunis.

- Mohamed Chamem[1] : janvier 1947-avril 1948
- Mohamed Ben Abdelkader[1] : avril 1948-octobre 1960
- Ferjani Bel Haj Ammar[1] : octobre 1960-juillet 1988
- Hédi Djilani[1] : juillet 1988-janvier 2011
- Mohamed Ben Sedrine (coordinateur général)[7] : janvier-mars 2011
- Hammadi Ben Sedrine[8] : mars-mai 2011
- Wided Bouchamaoui[9] :  mai 2011-janvier 2018
- Samir Majoul : depuis janvier 2018

Hédi Djilani est le beau-père de Belhassen Trabelsi, qui n'est autre que le beau-frère du président Zine el-Abidine Ben Ali (1987-2011) et Sofiane Ben Ali, neveu de ce dernier et fils de son frère Habib. Dans la foulée de la révolution, ces liens de parenté sont jugés incompatibles avec sa fonction de président de l'UTICA et l'incitent finalement à démissionner, sous la pression de plusieurs centaines de patrons tunisiens.